# Wideload Games
Wideload Games fou una empresa desenvolupadora de videojocs dels Estats Units situada a Chicago, Illinois.
Va ser creada el 2003 per Alexander Seropian, el fundador de Bungie i cap del videojocs de Halo: Combat Evolved, Myth, i Marathon, i altres sis other extreballdors de Bungie, després de marxar de Bungie, que eren abans a Microsoft Corporation.
Ara l'empresa estan amb els projectes de Hail to the Chimp i Stubbs The Zombie.